# Kodama (mitologia)

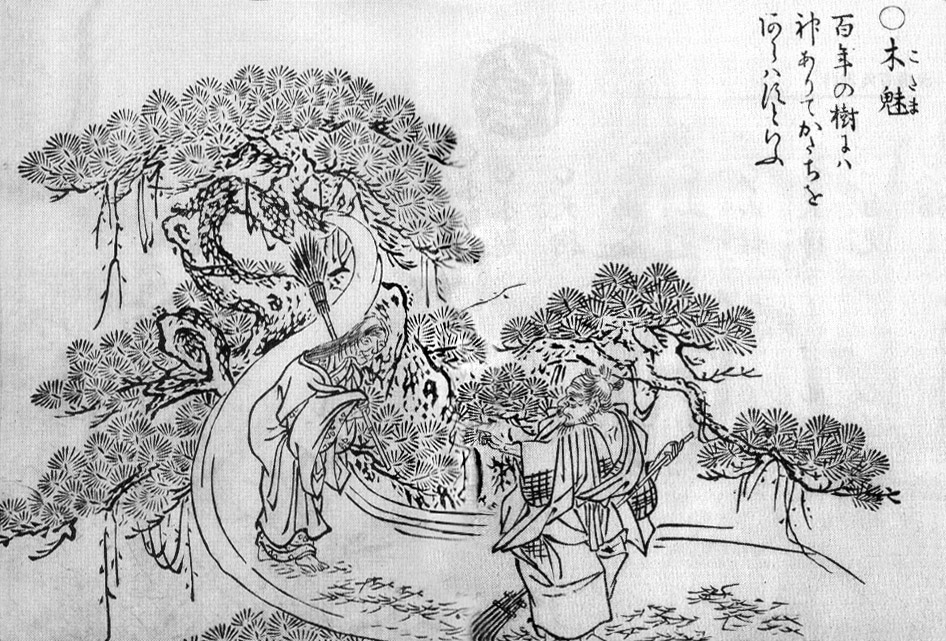
Illustrazione di Toriyama Sekien raffigurante un kodama che sta apparendo ad un anziano

Un kodama (木魂?), nella tradizione giapponese, è uno spirito che risiede in alcuni alberi, paragonabile alle driadi (ninfe greche degli alberi).

## Etimologia
In Giappone, essendo nata per prima la lingua parlata e poi quella scritta, si sono creati nel tempo ben tre diversi kanji per scrivere la parola "kodama", che risale a tempi molto lontani.
Il più antico, 古多万, è molto ambiguo. La parola si scompone in 古 ("ko", cioè vecchio), 多 ("da", cioè molti) e 万 - ("ma", cioè diecimila). Gli antichi giapponesi, non avendo un sistema di scrittura, quando adottarono il sistema di scrittura cinese, spesso scelsero i caratteri kanji in esso contenuti per il suono piuttosto che per il significato: questa è la spiegazione più probabile per l'uso di 古多万.
Ma questa combinazione fu considerata insoddisfacente, perciò negli anni successivi fu adottato 木魂 (木- "ko", cioè albero e 魂- "dama", cioè anima), così come 木魅 (木- "ko", cioè albero e 魅- "dama", cioè anima); recentemente tende ad essere usato anche 木霊 (木- "ko", cioè albero e 霊- "dama", cioè spirito). C'è poca differenza tra 木魂, 木魅 o 木霊, tutte variazioni del termine "spirito albero"; un altro kanji usato per "kodama", 谺, significa anche eco, in quanto era credenza popolare che l'eco fosse opera di questi spiriti; si credeva anche che il rumore degli alberi che cadono fosse in realtà il suono del pianto dei kodama.

## Caratteristiche

### Ruoli dei kodama nella mitologia
Il significato di kodama s'è modificato nei secoli: inizialmente era un kami (divinità della natura) legato agli alberi, capace secondo alcuni di spostarsi da un albero all'altro, ma anche un suono, visto che si pensava che si divertissero ad imitare le voci umane nelle foreste, creando echi (infatti, questo è uno dei significati attribuiti alla parola Kodama, 谺); poiché il kodama possiede poteri sovrannaturali, abbattere un albero ritenuto dimora di un kodama è considerato fonte di sventura, pertanto i giapponesi usano marcare i tronchi di quegli alberi con una corda sacra detta Shimenawa, mentre vedere un kodama è reputato un buon auspicio perché significa che il luogo è vitale e pieno di energia positiva.
Intorno al periodo Edo, i kodama persero il loro rango di dei della foresta e sono stati inclusi tra gli yōkai, spiriti onnipresenti nella tradizione giapponese; il kodama venne umanizzato, tant'è vero che ci sono storie riguardanti kodama che prendono forma umana per sposare la loro amata.

### Aspetto
Nessuno è d'accordo sull'aspetto dei kodama. Nelle antiche leggende o sono invisibili o sono indistinguibili dagli alberi normali. Toriyama Sekian, che ha studiato molte creature del folclore giapponese, ha identificato il kodama come un uomo o una donna in piedi vicino a un albero nel suo famoso libro Gazu hyakki yagyō. Hayao Miyazaki ha usato kodama ampiamente nel suo film Princess Mononoke raffigurandoli come piccoli omini bianchi. Altre interpretazioni moderne mostrano i kodama come uomini, giovani o vecchi, o come folletti, presi a prestito dalle tradizioni pagane europee.

## Nella letteratura
La prima menzione conosciuta riguardante i kodama è contenuta nel più antico libro più noto del Giappone, il Kojiki ("Cronaca di antichi eventi"), che parla del dio albero Wakunochi-no-kami.
Il testo più antico a usare il termine kodama deriva dal periodo Heian, nel libro Wamyō ruijushō (scritto tra il 931 e il 938), un dizionario che mostrava il kanji appropriato per parole giapponesi; esso riportava 古多万 come la parola giapponese per gli spiriti degli alberi. Un altro libro del periodo Heian, Genji monogatari ("La storia di Genji"), utilizza 木魂, il termine kodama, per descrivere come una sorta di dimora per goblin dentro un albero; nello stesso libro, la frase «sia oni o kami o kitsune o kodama» dimostra che questi quattro spiriti sono stati pensati per essere entità separate.

## Tradizioni legate ai kodama
Ad Aogashima, nelle isole Izu, le persone mettono piccoli santuari alla base del cedro giapponese, dove adorano e pregano i kodama.
Nel villaggio di Mitsune, nell'isola di Hachijo-jima, c'è ancora un festival annuale dedicato a loro, durante il quale si chiede perdono per gli alberi tagliati.

## Nella cultura di massa
- Nel gioco di carte collezionabili Magic: l'Adunanza, i kodama sono un tipo di spiriti, di colore verde, stanziati nel piano dimensionale di Kamigawa, luogo ispirato al Giappone feudale e alla cosmologia shinto.
- I Pokémon Celebi, Phantump e Trevenant sono ispirati ai kodama: si nota chiaramente nel film Pokémon 4Ever.
- Nel film dello Studio Ghibli Princess Mononoke vengono visti, durante tutta la pellicola, numerosi kodama.
- Nel gioco per PlayStation 4, Nioh, i kodama sono presenti sotto forma di piccoli esseri verdi i quali vanno trovati e ricondotti al santuario sbloccando percentuali più favorevoli di bonus.
- Nella saga di  The Legend of Zelda sono apparsi i Korogu, dei piccoli folletti evolutisi dai Kokiri, popolo di eterni bambini guardiani del Grande Albero Deku.
- Nel videogioco open world Genshin Impact, il viaggiatore incontra a Sumeru gli Aranara, folletti simili ai soprammenzionati Korogu che vivono in una dimensione concettuale parallela, assimilabile al mondo dei sogni.
  - Sempre in questo gioco, esistono delle creature nate come talee del guardiano dell'albero Harvisptokhm, le Pari, delle fatine simili al già menzionato Celebi che vivono in una grande oasi incontaminata del deserto di Sumeru.